# Won Ji-an
Kim In-seon (Bucheon, 17 augustus 1999), beter bekend onder haar acteernaam Won Ji-an, is een Zuid-Koreaans actrice. Ze is bekend van haar rol in D.P. van 2021 tot 2023, haar rol in Heartbeat in 2023 en haar rol in het tweede seizoen van Squid Game in 2024.

## Biografie
Won werd geboren op 17 augustus 1999 met de naam Kim In-seon in Bucheo, Gyeonggi-do, Zuid-Korea. Ze ging naar de Koreaanse nationale kunstuniversiteit.
In 2024 vertolkte Won het personage Se-mi (nummer 380) in het tweede seizoen van Squid Game. Deze rol leverde haar internationale herkenning op.

## Filmografie

### Films
| Jaar | Titel             | Rol          | Opmerkingen | Ref   |
| ---- | ----------------- | ------------ | ----------- | ----- |
| 2021 | A Year-End Medley | Lim Ah-young | TVING film  | [ 4 ] |

### Televisie
| Jaar | Titel               | Rol           | Extra | Ref   |
| ---- | ------------------- | ------------- | ----- | ----- |
| 2022 | If You Wish Upon Me | Ha Joon-kyung |       | [ 5 ] |
| 2023 | Heartbeat           | Joo In-hae    |       | [ 6 ] |

### Webserie
| Jaar      | Titel             | Rol                | Extra                                       | Ref    |
| --------- | ----------------- | ------------------ | ------------------------------------------- | ------ |
| 2021–2023 | D.P.              | Mun Yeong-ok       | Seizoen 1 (aflevering 3); Seizoen 2 (cameo) | [ 7 ]  |
| 2022      | Hope or Dope      | Kyung Da-jung      | Seizoen 1–2                                 | [ 8 ]  |
| 2024      | Squid Game        | Se-mi (speler 380) | Squid Game seizoen 2                        | [ 9 ]  |
|           | Pleasant Bullying | Soo Hyun           |                                             | [ 10 ] |